# Лурас
Лурас (итал. Luras) је насеље у Италији у округу Сасари, региону Сардинија.
Према процени из 2011. у насељу је живело 2531 становника. Насеље се налази на надморској висини од 510 м.

## Становништво
Према резултатима пописа становништва 2011. у општини је живело 2.651 становника.
| 1951. | 1961. | 1971. | 1981. | 1991. | 2001. | 2011. |
| ----- | ----- | ----- | ----- | ----- | ----- | ----- |
| 3.151 | 3.051 | 2.611 | 2.701 | 2.762 | 2.660 | 2.651 |